# AB Andromedae
Désignations
AB Andromedae (en abrégé AB And) est une étoile binaire et une étoile variable de type W Ursae Majoris. Paul Guthnick (en) et Richard Prager (en) ont découvert que l'étoile est une binaire à éclipses en 1927,. Sa magnitude apparente au maximum de luminosité est de 9,49, mais elle montre une variation qui la fait descendre jusqu'à une magnitude 10,46 selon un cycle périodique d'une période d'approximativement 8 heures. La variabilité observée est typique des étoiles variables de type W Ursae Majoris, donc les étoiles du système forment une étoile binaire à contact.

## Système
Le type spectral observé des deux étoiles d'AB Andromedae est G5, et l'une d'elles est une étoile de la séquence principale très similaire au Soleil. Elles gravitent si près que leurs enveloppes se touchent. Il s'agit d'une phase dynamiquement stable qui devrait durer jusqu'à ce que l'une des deux étoiles quitte la séquence principale.
Le système pourrait également héberger un troisième composant avec une période orbitale de 19 046 jours, avec une masse minimale de 0,007 M☉ et une excentricité de 0,22, mais toutes les données collectées dans le temps ne sont pas cohérentes avec cette hypothèse[Pas dans la source].

## Variabilité
Les deux étoiles s'éclipsent au cours de leur orbite, mais elles ont une forme allongée et présentent donc une variation constante au lieu d'éclipses distinctes. Quoi qu'il en soit, une périodicité est clairement visible, mais elle change avec le temps ; la période présente une tendance à long terme et une modulation périodique de 7 000 jours. Les effets responsables de ce comportement pourraient être la présence d'un troisième composant dans le système, l'interaction magnétique entre deux étoiles, le transfert de masse d'une étoile à l'autre, une perte de masse dans le système, et récemment un mécanisme interne dans les enveloppes en contact a même été proposé.